# Ballarida pèndula
La ballarida pèndula (Hypecoum pendulum) és una espècie de papaveràcia.

## Noms vernacles
ballarida (C), ballerina, ballarina i cubills.

## Etimologia
- Hypecoum: procedeix del grec ὑπήκοον (hypēkoon, obedient). Per ser una planta narcòtica amb què es fa submisa la voluntat.[4] Encara que també que prové de la paraula grega per descriure el so que fan les llavors seques dins la beina.[5]
- pendulum: L'epítet pendulum (pendular) procedeix del llatí, segurament referint-se a la flor que penja de la tija com un pèndol.[6]

## Descripció
Teròfit verd grisenc o glauc amb les tiges de 5-40 cm d'alçada. Les fulles tenen segments terminals linears que s'eixamplen distalment. La inflorescència és un dicasi erecte amb 1-15 flors. Els sèpals fan 1-5 × 1-2 mm, i són ovats, aguts, denticulats i caducs. La corol·la està formada per quatre pètals de color groc pàl·lid, i els externs ròmbics, amb l'àpex aquillat i els marges més o menys involuts. Els pètals interns presenten taques negres, lòbuls laterals de longitud que no excedeix la meitat de la limbe del lòbul central, que al seu torn té marges plans, de longitud i amplària similars. Els filaments dels quatre estams són linears, a vegades amb taques negres. El pol·len és de color groc. El fruit és una càpsula pendular, més o menys recta, de 2-3 mm d'amplària, amb artells de 2-5 mm. Les llavors són de color groc pàl·lid. Són plantes autògames. Floreix d'abril a juny. El seu nombre cromosòmic és 2n = 16, 32.

## Hàbitat i distribució
Habita camps de conreu, guarets, sembrats, erms, vores de camins, i llocs alterats en general. Normalment, en substrats calcaris i secs, a vegades en medis salins.
Té una distribució mediterrània-iraniana, així es pot trobar al Orient Pròxim i per tota la regió mediterrània. Pel que fa a la península Ibèrica, es troba a la part mediterrània. Als Països Catalans és present al territori sicòric i terres veïnes (de la Llitera a la Noguera i a l'Urgell, fins a arribar a l'Alt Urgell, al Solsonès, a la Segarra, a l'Anoia i a la Terra Alta). Apareixent entre els 100 i els 700 msnm. També sorgeix al sud del territori catalanídic (L'Alcalatén), al territori serrànic (la Plana d'Utiel) i al territori lucèntic (L'Alt Vinalopó), a una altura de 500-1250 msnm. A les illes es presenta a Eivissa i Menorca, des del nivell del mar fins als 100 m d'altura.

## Galeria

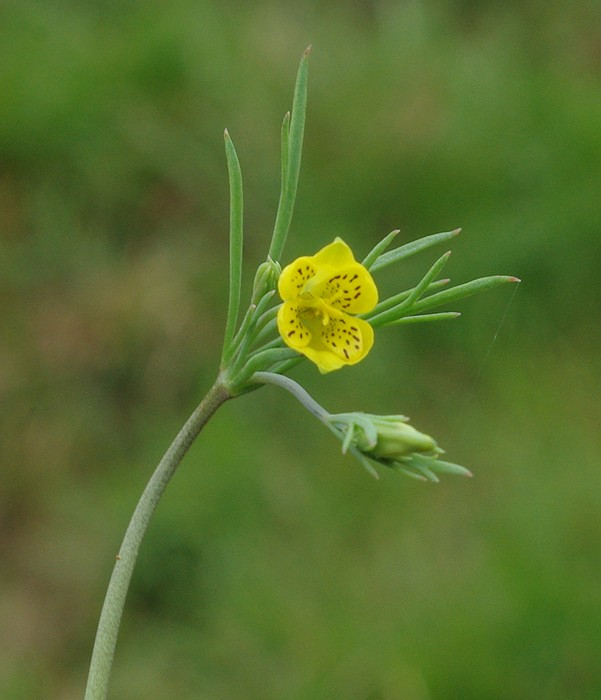
Flor
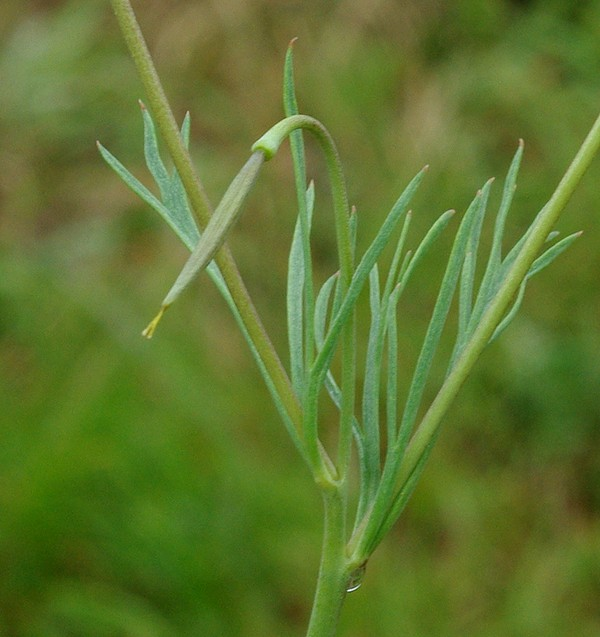
Fruit